# Herbert Kraft (Literaturwissenschaftler)
Herbert Kraft (* 5. Juni 1938 in Walsum; † 26. April 2025 in Münster) war ein deutscher Literaturwissenschaftler und Hochschullehrer.

## Leben und Wirken
Herbert Kraft studierte Literaturwissenschaften und promovierte 1962 in Tübingen zum Dr. phil. Die Habilitation für Deutsche Philologie folgte im Jahre 1970.
Von 1972 bis 2003 war Herbert Kraft ordentlicher Professor für Neuere deutsche Literaturgeschichte an der Westfälischen Wilhelms-Universität in Münster. Weiterhin hatte er Gastprofessuren in Armidale/Australien (1982 und 1985) und in Kairo (1988) inne. Seit 1997 war er Dr. Litt. h. c. der Universität Sheffield. Im Jahre 2003 wurde Herbert Kraft emeritiert.
Arbeitsschwerpunkte von Herbert Kraft waren Friedrich Schiller, Heinrich von Kleist, Annette von Droste-Hülshoff, Robert Musil und J. M. R. Lenz sowie die methodische und theoretische Fundierung der Editionsphilologie.
Kraft war Mitherausgeber der Schiller-Nationalausgabe.
Seit 1972 lebte er in Everswinkel. Er starb am 26. April 2025 im Alter von 86 Jahren.

## Veröffentlichungen (Auswahl)
- Poesie der Idee. Die tragische Dichtung Friedrich Hebbels. Tübingen: Niemeyer 1971 (Inhalt)
- Kafka. Wirklichkeit und Perspektive, Bebenhausen: Rotsch 1972 (Inhalt), 2. Auflage Brüssel: Lang 1983
- Das Schicksalsdrama. Interpretation und Kritik einer literarischen Reihe. Tübingen: Niemeyer 1974 (Inhalt)
- als Hrsg.: Andreas Streichers Schiller-Biographie. Mannheim: BI 1974 (Inhalt)
- Das literarische Werk von Walter Jens, Tübingen: Rotsch 1975 (Inhalt)
- als Hrsg.: Editionsphilologie, Darmstadt: Wiss. Buchges. 1990 (Inhalt), 2. Auflage Frankfurt/M.: Lang 2001
- Annette von Droste-Hülshoff, Reinbek bei Hamburg 1994, 4. Auflage 1998
- Annette von Droste-Hülshoff. Ein Gesellschaftsbild, 1996
- Historisch-kritische Literaturwissenschaft (Literaturwissenschaft. Theorie und Beispiele, Band 1), Münster 1999
- Musil, Wien: Zsolnay 2003 (Inhalt)
- Literaturdidaktik. Mündigkeit als Lehr- und Lernziel (Literaturwissenschaft. Theorie und Beispiele, Band 6), Münster 2004
- Kleist. Leben und Werk, Münster: Aschendorff 2007 (Inhalt)